# 37 Rib
37 Rib je bela zvezda, ki se nahaja v ozvezdju Rib.
37 Rib ima navidezno magnitudo +7,47, torej se jo mora opazovati z daljnogledom. Od nas je oddaljena za približno 350 svetlobnih let.